# 濱海水庫
濱海水庫（英語：Marina Reservoir），位於新加坡的一個水塘，於2008年在濱海海峽築堤而成。2008年10月30日濱海堤壩建成之後，原本的水體經過兩年來暴雨的稀釋及排放出海的自然淡化過程，由鹹水逐漸變成淡水，水庫於2010年11月20日下午7時正式運作 ，供應新加坡1成的食水。其集水區覆蓋新加坡大約六份一的陸地面積，使它成為新加坡最大的水塘。新加坡兩條最大的河流新加坡河和加冷河，以及加冷河的支流芽蘢河和梧槽河，都是濱海水庫的一部分。

## 外部連結
- Marina Reservoir